# Valeriy Smoliy
Valeriy Smoliy est un historien et homme politique ukrainien.
Il est membre de l'Institut d’histoire de l’Ukraine et fut vice-premier ministre du Gouvernement Poustovoïtenko.

## Publications
Il a participé au tome 10 de l'Encyclopédie historique l'Ukraine.